# Stacy Rowles
Stacy Rowles (Los Angeles, 11 september 1955 - Burbank, 27 oktober 2009) was een Amerikaanse jazzmuzikante (zang, trompet, bugel).

## Carrière
Stacy Rowles was de dochter van de jazzpianist Jimmy Rowles, bij wie ze vanaf haar zesde levensjaar piano leerde spelen, voordat hij haar op een oude trompet, die voorheen had toebehoord aan Pete Candoli, de grondbeginselen van het trompetspel bijbracht. Tijdens haar tijd op het Orange Coast College werd ze onderscheiden als beste soliste. Met haar vader trad ze in 1973 op tijdens het Monterey Jazz Festival. In 1975 speelde ze in een door Clark Terry geleide vrouwenband. In 1979 was ze met Ann Patterson een van de medeoprichters van de Maiden Voyage Big Band. Tijdens de jaren 1980 speelde ze samen met de tromboniste Betty O'Hara in het Jazz Birds Quintet, dat werd geformeerd uit de bigband.
In 1984 ontstond haar debuutalbum voor Concord Records. Ze behoorde tot de kring rond Nels Cline en speelde op diens album Angelica (1987) ook met Tim Berne. Verder trad ze op met Dizzy Gillespie, Tommy Flanagan, Frank Mantooth en het Clayton-Hamilton Orchestra. Ze toerde bovendien met haar vader, met de Swinging Ladies, met het Jazz Tap Ensemble van Eric von Essen, het Diva Jazz Orchestra en in Europa sinds 2002 meermaals met de band Witchcraft. 

## Overlijden
Rowles, die volgens Feather/Gitler met eenzelfde warmte en precisie als haar vader speelde, overleed na een auto-ongeval op 13 oktober 2009 op 54-jarige leeftijd aan haar zware verwondingen.

## Discografie
- 1984: Tell It Like It Is (met  Jimmy Rowles, Donald Bailey, Chuck Berghofer, Herman Riley)
- 1988: Looking Back  (met Jimmy Rowles, Eric Von Essen, Donald Bailey)
- 1993: Me and the Moon  (met Jimmy Rowles)
- 2000: Alan Broadbent: The Music of Eric Von Essen Vol. 1 (met Alex Cline, Nels Cline, Jeff Gauthier, e.a.)
- 2004: WitchCraft: live (met Carolyn Breuer, Anke Helfrich, Lindy Huppertsberg, Carola Grey)

- Gemeinsame Normdatei: 13490107X
- International Standard Name Identifier: 0000 0000 3548 9230
- Library of Congress Control Number: n85006603
- MusicBrainz: c4a66d88-089a-4210-ad61-55bb243ac61b
- Virtual International Authority File: 32187785
- WorldCat: E39PBJh8ThBXhvk8HMTXbhbcfq